# Горюнов Петро Михайлович
Петро Михайлович Горюнов (нар. 1899, місто Кізел Пермської губернії, тепер Пермського краю, Російська Федерація — 3 жовтня 1942, місто Молотов, тепер місто Перм, Російська Федерація) — радянський діяч, голова виконавчого комітету Молотовської (Пермської) обласної ради депутатів трудящих. Депутат Верховної Ради СРСР 1-го скликання (1941—1942).

## Біографія
Народився в родині робітника. У 1915 році закінчив чотири класи прогімназії. У 1915—1916 роках — підручний вагаря кам'яновугільної копальні Лазарєва. З 1916 по липень 1918 року — конторник станції Половинка і станції Кізел Пермської залізниці.
Член РКП(б) з 1918 року.
У липні 1918 — серпні 1922 року — в Червоній армії. До армії пішов добровольцем, брав участь у боях проти Колчака на Східному фронті. Служив півротним, ротним командиром 8-ї роти 452-го стрілецького полку 51-ї дивізії РСЧА, командував батальйоном 51-ї дивізії на Південному фронті.
У серпні 1922 — лютому 1923 року — завідувач агітаційно-пропагандистського відділу Азовського окружного комітету РКП(б) Донської області. У лютому 1923 — січні 1924 року — завідувач організаційного відділу Азовського окружного комітету РКП(б).
У січні — червні 1924 року — відповідальний секретар Азовського окружного комітету РКП(б).
У липні 1924 — квітні 1928 року — відповідальний секретар Єйського районного комітету ВКП(б) Донського округу.
У квітні — листопаді 1928 року — завідувач організаційного відділу Шахтинського окружного комітету ВКП(б).
У листопаді 1928 — вересні 1929 року — інструктор Північно-Кавказького крайового комітету ВКП(б).
У вересні 1929 — червні 1933 року — студент Новочеркаського індустріального інституту, інженер-електрик.
У червні 1933 — серпні 1935 року — директор державної районної електростанції.
У серпні 1935 — серпні 1937 року — директор Північно-Західного району електромереж «Ураленерго» в місті Пермі. У серпні 1937 року звільнений з посади, а у вересні виключений з лав ВКП(б) «за зв'язок з ворогами народу». У січні 1938 року відновлений в членах партії.
У січні — серпні 1938 року — директор Пермського міського трамваю.
У серпні 1938 — квітні 1939 року — заступник директор Закамської теплоелектростанції Пермської області.
У квітні — липні 1939 року — завідувач організаційного відділу Пермського обласного комітету ВКП(б).
У липні 1939 — січні 1940 року — голова Організаційного комітету Президії Верховної Ради РРФСР по Пермській області. 8 січня 1940 — 3 жовтня 1942 року — голова виконавчого комітету Молотовської (Пермської) обласної ради депутатів трудящих.